# Brian Mulroney
Martin Brian Mulroney (ur. 20 marca 1939 w Baie-Comeau, zm. 29 lutego 2024 w Palm Beach) – kanadyjski polityk, premier kraju z ramienia Partii Konserwatywnej w latach 1984–1993.

## Życiorys
Urodził się w Baie-Comeau w Quebecu, w niezamożnej, robotniczej rodzinie. Ukończył politologię na St. Francis Xavier University w Nowej Szkocji, a następnie studiował prawo na Dalhousie University w Halifaksie oraz na Université Laval w Quebecu. Po studiach praktykował prawo w Montrealu, a następnie zajmował kierownicze stanowiska w korporacjach przemysłowych. W 1973 ożenił się z córką jugosłowiańskich emigrantów, Milą Pivnicki. Ma z nią czworo dzieci.
Zanim Mulroney objął funkcje państwowe, był działaczem Partii Konserwatywnej. W 1976 był jednym z kandydatów na lidera partii, lecz przegrał z Joe Clarkiem. W ponownych wyborach w 1983 zgromadzenie partii usunęło Clarka z przywództwa i powołało na to miejsce Briana Mulroneya. Tego samego roku w wyniku wyborów uzupełniających do Izby Gmin Parlamentu Kanady Mulroney został deputowanym. W 1984 w wyborach parlamentarnych Partia Konserwatywna pokonała liberałów. Brian Mulroney został premierem na dziewięć następnych lat.
Okres jego rządów zdominowały zagadnienia gospodarcze oraz separatyzm quebecki.
W dziedzinie gospodarki Mulroney prowadził politykę zacieśniania związków z USA, czego ukoronowaniem było utworzenie północnoamerykańskiej strefy wolnego handlu (NAFTA). Otworzyło to gigantyczny rynek amerykański na towary kanadyjskie, lecz także uczyniło gospodarkę kanadyjską bardziej podatną na wahania koniunkturalne.
Druga połowa lat osiemdziesiątych to odrodzenie się separatyzmu frankofonów z Quebecu. Pierwszym symptomem tego był rozłam w samej Partii Konserwatywnej. Grupa posłów frankofońskich wystąpiła z partii, tworząc konkurencyjną grupę Bloc Quebecois. Mulroney, zdając sobie sprawę z aspiracji frankofonskiej mniejszości, dążył do zmiany Konstytucji Kanady tak, by dać Quebecowi pewną autonomię – jak to nazywano – status distinct society. W tym celu zaproponowano szereg zmian w prawodawstwie znanych jako porozumienie z Meech Lake (Meech Lake Accord) oraz jego rozszerzenie – porozumienie z Charlottetown (Charlottetown Accord). Porozumienie to zostało odrzucone w federalnym referendum, dzięki głosom angielskojęzycznych Kanadyjczyków, którzy uznali treść porozumienia za zbyt daleko idące ustępstwa. Wynikiem tego była dalsza radykalizacja poglądów w Quebecu, której kulminacja nastąpiła już po odejściu Briana Mulroneya od władzy.
Ostatnie lata rządów Mulroneya były niezwykle trudne. Wzrost radykalizacji frankofonów zbiegł się z radykalizacją zachodnich prowincji Kanady, w których powstała nowa, zdobywająca coraz szerszą popularność, Partia Reform, oskarżająca konserwatystów o odejście od konserwatywnych pryncypiów. W istocie, polityka Mulroneya u schyłku rządów była mało konsekwentna. Liberalizacja rynku połączona była z coraz większym etatyzmem. Niepohamowanie rosnący deficyt budżetowy doprowadził do wzrostu oprocentowania kredytów, a w konsekwencji i inflacji. W wyniku tych i innych przyczyn, gospodarka Kanady weszła w fazę ostrej i długotrwałej recesji. Ostatnim posunięciem Briana Mulroneya było wprowadzenie podatku typu VAT (GST – Goods and Services Tax) w 1991. Wobec zbliżających się wyborów partia zdecydowała się na zmianę lidera. 25 czerwca 1993 Brian Mulroney zrzekł się przewodnictwa partii, automatycznie tracąc fotel premiera, by ostatecznie wycofać się z polityki i wrócić do pracy w prywatnym biznesie.